# Dytaster nobilis
Dytaster nobilis är en sjöstjärneart som beskrevs av Percy Sladen 1889. Dytaster nobilis ingår i släktet Dytaster och familjen kamsjöstjärnor. Inga underarter finns listade i Catalogue of Life.